# Tammy Abraham
Kevin Oghenetega Tamaraebi Bakumo-Abraham (Londres, Inglaterra, Reino Unido, 2 de octubre de 1997), más conocido como Tammy Abraham, es un futbolista británico que juega de delantero en el Beşiktaş J. K. de la Superliga de Turquía.

## Trayectoria

### Comienzos en Chelsea
Tammy se unió a la academia del Chelsea Football Club en el año 2004, para jugar desde los 8 años.
Realizó las divisiones formativas del club, y en agosto de 2013 debutó con la sub-18, con edad sub-16. Se mantuvo con los juveniles en la temporada 2013-14, jugó 14 partidos y anotó 5 goles dando 2 años de ventaja.
Para la temporada 2014-15, continuó demostrando gran nivel, se consolidó en la sub-18 y fue convocado para jugar la Champions League Juvenil. Debutó en la competición internacional de clubes el 30 de septiembre de 2014, fue titular para enfrentar a Sporting de Lisboa por la primera fase en Portugal, se destacó con dos goles y una asistencia, ganaron 5 a 0. Chelsea finalizó la fase de grupos con 15 puntos, la misma cantidad que Schalke 04, y clasificaron a la siguiente instancia ambos equipos.
El 2 de diciembre, jugó por primera vez en la Copa FA Juvenil, debutó en la copa sub-18 como titular, fue contra Leeds United en la tercera ronda y ganaron 2 a 0.
Al año siguiente, jugó la cuarta ronda de la copa el 14 de enero de 2015, convirtió sus 2 primeros goles en la competición y vencieron al Huddersfield Town por 6 a 1. Se despachó con un triplete el 28 de enero en la quinta ronda, derrotaron a Swansea City por 6 a 0.
Debido a su gran nivel, fue ascendido para jugar con la reserva del club y su primer encuentro con la sub-21 fue el 2 de febrero, jugó los 90 minutos contra Southampton, anotó un gol y ganaron 5 a 3.
El 25 de febrero, jugaron contra Zenit de San Petersburgo los octavos de final de la Champions Juvenil, comenzaron en desventaja ya que en el minuto 13 les anotaron, pero Tammy brindó una asistencia a su compañero Dominic Solanke, que convirtió en gol, finalmente el club inglés se impuso y ganaron 3 a 1.
Llegaron a la semifinal en la copa nacional sub-18, se enfrentaron a Tottenham en una serie de dos encuentros, el primero fueron derrotados 2 a 0, pero en la revancha Chelsea ganó 5 a 2, por lo que pasaron los blues con un global de 5 a 4. Tammy jugó los 90 minutos en ambos juegos.
A nivel internacional, el 10 de marzo jugaron los cuartos de final de la Champions contra Atlético Madrid, Abraham fue titular y ganaron 2 a 0. Un mes después, jugaron la semifinal contra Roma en Suiza, esta vez fue suplente y estuvo en cancha los 15 minutos finales, convirtió un gol y ganaron 4 a 0.
El 13 de abril, se jugó la final de la Champions League Juvenil 2014-15, se enfrentaron a Shajtar Donetsk, Tammy ingresó en el minuto 85 por Charly Musonda y lograron el trofeo con un triunfo 3 a 2.
En su primera participación internacional oficial, Tammy jugó 7 partidos, anotó 4 goles y brindó 2 asistencias, compartió plantel con jugadores como Dominic Solanke, Jérémie Boga, Isaiah Brown, Ruben Loftus-Cheek y Andreas Christensen.
En la Copa FA Juvenil, el 20 de abril se midieron ante Manchester City en la ida de la final, Abraham fue titular, anotó 2 goles y ganaron 3 a 1. El 27 de abril jugaron la revancha, nuevamente fue titular, convirtió un gol y ganaron 2 a 1. Por un global de 5 a 2, el campeón de la copa en la temporada 2014/15 fue Chelsea. Tammy jugó 8 partidos y anotó 9 goles.
Con la sub-21 jugó 11 partidos y anotó 4 goles, Chelsea finalizó en tercer lugar del campeonato de reservas. En la categoría sub-18, por la Premier Academy League, jugó 18 partidos y marcó 23 goles, quedaron en tercer lugar también.
En la temporada 2014-15 jugó 44 partidos y anotó 41 goles en 3 diferentes categorías, la sub-18, sub-19 y sub-21. Fue el máximo goleador del club, junto a su compañero Dominic Solanke ganaron la bota de oro del Chelsea.
Comenzó la siguiente temporada directamente con la reserva del club. Su primer partido lo jugó el 9 de agosto de 2015, en la fecha 1 de la Premier League Sub-21, ya como titular, estuvo los 90 minutos contra Liverpool, convirtió un gol y gracias a su tanto ganaron 1 a 0. Fue capitán por primera vez el 28 de agosto, en la fecha 3, se enfrentaron a Norwich City y empataron 2 a 2.
Tammy fue convocado para jugar la Premier League International Cup, y debutó en la competición internacional amistosa el 11 de septiembre, fue suplente, ingresó en el minuto 67 para jugar contra Liverpool y ganaron 4 a 2.
Además, volvió a disputar la Champions League Juvenil, el 16 de septiembre jugó el primer partido de la fase de grupos, contra Maccabi Tel Aviv, anotó un gol y ganaron 3 a 0. En el cuarto partido del grupo, fue capitán por primera vez internacionalmente, se enfrentaron a Dinamo de Kiev, anotó 2 goles y ganaron 3 a 0.
El 16 de diciembre jugó el primer partido de Chelsea de la temporada en la Copa FA Juvenil, en la tercera ronda de la competición, se midieron ante Huddersfield Town, Tammy anotó 3 goles y ganaron 6 a 1.
Al año siguiente tuvo su primera participación en la copa nacional sub-21, jugó como titular el 6 de enero de 2015 contra Southampton en la tercera ronda, pero perdieron 1 a 0 y fueron eliminados.
El 22 de enero jugó la cuarta ronda de la copa nacional sub-18, su rival fue Manchester United con jugadores destacados como Marcus Rashford y Timothy Fosu-Mensah, de igual forma los blues se impusieron 5 a 1, Abraham colaboró con un gol.
En la Premier League International Cup Sub-21 clasificaron a cuartos de final, y el 28 de enero jugaron el partido contra Tottenham, Tammy anotó un doblete y ganaron 5 a 2.
En la quinta ronda de la Copa FA Juvenil, jugaron contra Wimbledon el 9 de febrero, estuvo los 90 minutos en cancha, no convirtió pero ganaron 4 a 1.
Quedaron emparejados con Valencia en los octavos de final de la Champions Juvenil. Se enfrentaron el 23 de febrero, fue un partido parejo, que comenzó en ventaja para Chelsea con gol de Jay Dasilva en el minuto 44, de inmediato los españoles convirtieron el empate mediante un penal antes de finalizar el primer tiempo, en el minuto 83, otro penal quedó para Valencia, esta vez lo fallaron y el marcador se mantuvo. Fueron a una prórroga, no cambió el marcador por lo que definieron el encuentro mediante una tanda de penales, el árbitro no cobró como gol el primer tiro del club español a pesar de haber entrado, luego todos fueron efectivos, por lo que le quedó el quinto remate a Tammy, lo convirtió y lograron la clasificación al ganar 5 a 3.
El 3 de marzo, fue titular en la semifinal de la Premier League International Cup Sub-21, se enfrentaron al PSV Eindhoven pero fueron derrotados 2 a 1.
En cuartos de final de Liga Juvenil de la UEFA jugaron contra Ajax de Ámsterdam, fue titular y ganaron 1 a 0.
Bajó con la sub-18 para jugar la serie de semifinales, contra Blackburn Rovers, el 18 de marzo de jugó el partido de ida, fue titular y ganaron 1 a 0. En la revancha, el 8 de abril, nuevamente se impusieron los blues, Tammy anotó un gol y ganaron 3 a 1. Con un global de 4 a 1 clasificaron a la final.
A nivel internacional, fue titular en la semifinal de la Champions sub-19 el 15 de abril, su rival fue Anderlecht, anotó un gol y brindó una asistencia, ganaron 3 a 0. Abraham jugó 9 partidos completos, y anotó 8 goles.

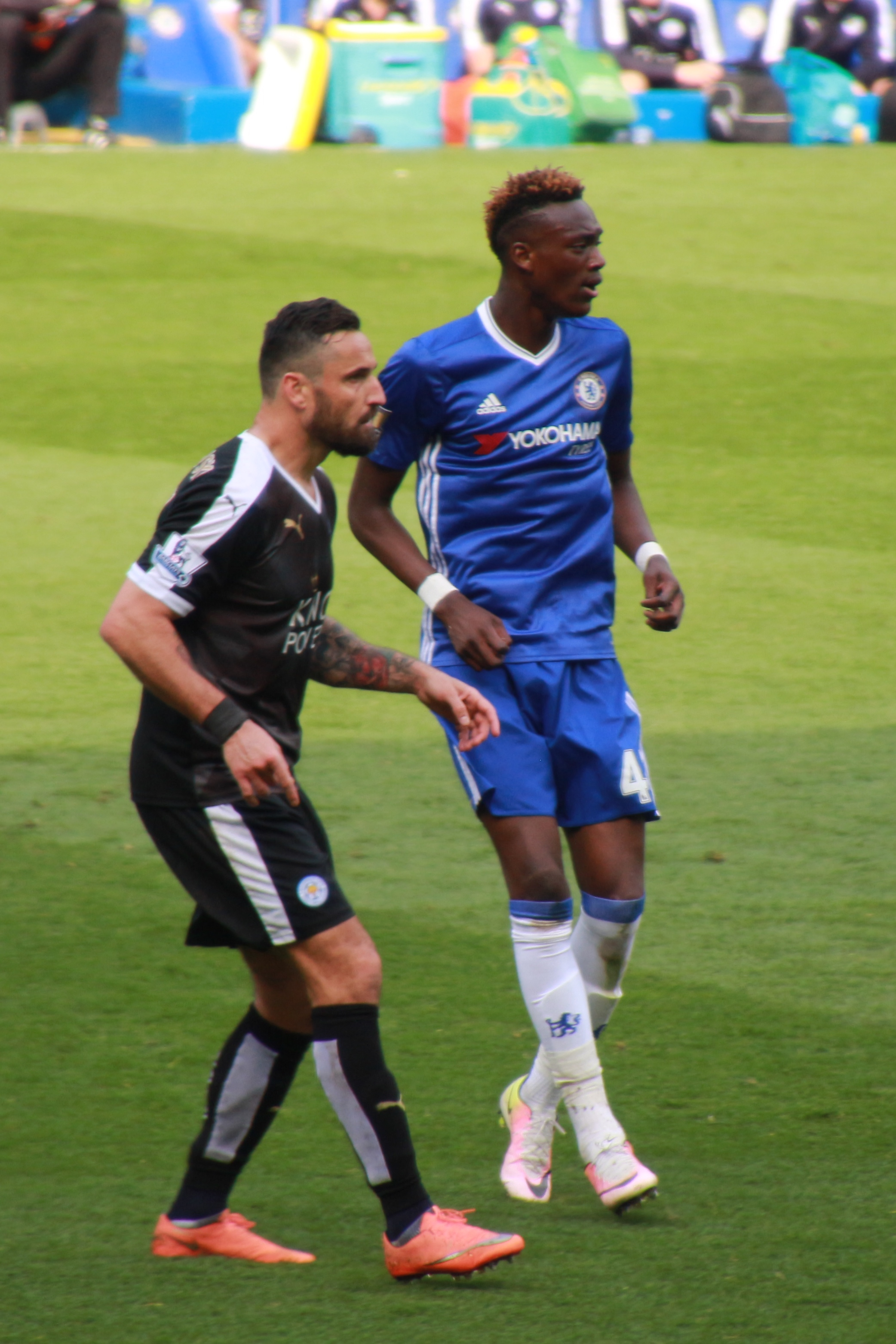
Tammy jugando contra el campeón Leicester en la última fecha de la Premier League 2015-16.

La final fue jugada el 18 de abril, en el Centre Sportif de Colovray, defendieron el título contra el PSG, Tammy fue titular y ganaron 2 a 1, lo que significó el bicampeonato.
La sub-18 jugó el partido de ida de la final de la Copa FA, sin Abraham, y empataron 1 a 1. Para la vuelta fue convocado y jugó el 27 de abril contra Manchester City ante más de 8.500 espectadores en Stamford Bridge, anotó un gol y ganaron 3 a 1. Por un global de 4 a 2, Chelsea logró el tricampeonato de la copa nacional, el segundo título de la categoría para Tammy.
Debido a sus buenas actuaciones en juveniles, fue convocado por primera vez por Guus Hiddink para jugar un partido con el primer equipo, la recuperación de la fecha 30 por Premier League. Debutó como profesional el 11 de mayo de 2016, ingresó en el minuto 74 para enfrentar a Liverpool en Anfield ante más de 43 200 espectadores, tuvo como rivales a jugadores como Daniel Sturridge, Philippe Coutinho y Christian Benteke, empataron 1 a 1. Jugó su primer encuentro con 18 años y 222 días, utilizó la camiseta número 42.
A la siguiente semana, volvió a ser considerado, para cerrar la participación de Chelsea en la Premier, jugó los 37 minutos finales contra el campeón Leicester City, se enfrentó a jugadores destacados como Jamie Vardy, N'Golo Kanté, Danny Drinkwater y Riyad Mahrez, el encuentro finalizó 1 a 1 en Stamford Bridge.
Tammy concluyó la temporada 2015-16 con 26 goles convertidos en diferentes categorías y competiciones. Con la sub-21, quedaron en quinta posición en la Premier League, con 11 goles fue el máximo artillero del club, junto a su compañero Kasey Palmer, además a nivel internacional jugó 5 partidos en la Premier League International Cup y anotó 2 goles, pero fueron eliminados en la semifinal. Con la sub-18 estuvo presente en 7 partidos por la copa nacional, convirtió 7 goles y salieron campeones.
Fue convocado para realizar parte de la pretemporada 2016/17 con el primer equipo de Chelsea, bajo las órdenes del nuevo entrenador Antonio Conte. Viajó a Estados Unidos para jugar la International Champions Cup 2016 y continuar la preparación. Se enfrentaron a Liverpool, Real Madrid y Milan, Tammy fue suplente en cada encuentro pero no tuvo minutos.
Debido a que no iba a ser considerado por el entrenador, decidieron cederlo para que tuviera rodaje.

### Cesión al Bristol City
El 5 de agosto de 2016 fue cedido a Bristol City para jugar la Football League Championship 2016-17. Le fue adjudicada la camiseta número 9.
Debutó en su nuevo club de inmediato, el entrenador Lee Johnson lo convocó para la fecha 1 del campeonato el 6 de agosto, jugó los 23 minutos finales contra el Wigan y ganaron 2 a 1 en el Ashton Gate Stadium ante más de 17 600 espectadores.
El 9 de agosto, fue titular por primera vez, estuvo presente en la primera ronda de la Copa de la Liga de Inglaterra para enfrentar al Wycombe Wanderers, anotó su primer gol oficial, gracias a su tanto ganaron 1 a 0 y clasificaron a la siguiente instancia.
Jugó desde el inicio en la fecha 2 del campeonato nacional, estuvo los 90 minutos en cancha y se despachó con dos goles, que sirvieron para derrotar a Burton Albion por 2 a 1. Debido a su gran nivel, fue incluido en el equipo ideal de la semana.
En la segunda ronda de la Copa de la Liga, el entrenador decidió no utilizarlo como titular, ingresó en el minuto 67 para enfrentar a Scunthorpe United, con el partido empatado 1 a 1, finalizaron los 90 minutos con el mismo marcador por lo que fueron a una prórroga, Tammy logró vulnerar la portería rival en el minuto 97, el resultado se mantuvo y con su gol ganaron 2 a 1 en 120 minutos.
Luego anotó durante 3 fechas consecutivas en la Championship, dese la 5 a 7, pero el equipo ganó el primer partido, empató el segundo y perdió el restante.
En la tercera ronda de la copa nacional, volvió a ser suplente, se enfrentaron al Fulham el 21 de septiembre, en el minuto 14 Lucas Piazón puso en ventaja al rival, antes de finalizar el primer tiempo su compañero Aaron Wilbraham lo empató. Al comenzar la segunda mitad, le quedó un penal a favor del Fulham, que falló Cauley Woodrow, el entrenador mandó a Tammy a la cancha en el minuto 62, y cuando parecía que iban a una prórroga, anotó el gol del triunfo en el minuto 90, ganaron 2 a 1.

### Cesión al Aston Villa
Fue cedido al Aston Villa F. C. para la temporada 2018-19 y fue una pieza clave con sus goles para lograr el ascenso a la Premier League.

### Vuelta al Chelsea
Volvió al Chelsea tras el préstamo para ser uno de los delanteros del equipo. En los primeros 5 partidos de liga anotó 7 goles, incluyendo un hat-trick al Wolverhampton Wanderers.

### Italia
El 17 de agosto de 2021 abandonó definitivamente el conjunto londinense tras ser traspasado a la A. S. Roma por cuarenta millones de euros, firmando un contrato de cinco años. Debutó cinco días después dando dos asistencias en el triunfo ante la ACF Fiorentina y tardó una semana en marcar su primer gol con su nuevo equipo.
El 20 de marzo de 2022 anotó un doblete en el derbi romano ante la S. S. Lazio, lo que le permitió ser el primer jugador inglés en 30 años marcar en un duelo entre ambos equipos y el que más goles había logrado en su primera temporada en el club al superar los 21 que lograron Gabriel Batistuta y Vincenzo Montella. Antes de acabarla, marcó el único gol del partido de vuelta de las semifinales de la Liga Europa Conferencia de la UEFA que permitió jugar al conjunto romano su primera final de una competición europea desde 1991.
El 30 de agosto de 2024 fue prestado al A. C. Milan hasta el siguiente mes de junio. Durante la temporada marcó diez goles, uno de ellos el de la victoria en la final de la Supercopa de Italia frente al Inter de Milán.
En la campaña 2025-26 acumuló una segunda cesión, esta vez en el Beşiktaş J. K. a cambio de dos millones euros y una opción de compra de trece millones.

## Selección nacional
Fue parte de la selección de Inglaterra en las categorías sub-18, sub-19, sub-20 y sub-21.
El 16 de septiembre de 2014 fue convocado por primera vez a la selección, el entrenador Neil Dewsnip lo citó para jugar con la sub-18 un amistoso contra Italia. Debutó el 24 de septiembre en el Stadio Giovanni Chiggiato, jugó los minutos finales contra los italianos pero perdieron 2 a 1.
Volvió a ser llamado al año siguiente, para las fechas FIFA de marzo. Jugaron contra Suiza dos partidos amistosos sub-18, en el primero fue suplente y jugó los minutos finales, ganaron 1 a 0. El 28 de marzo de 2015, fue titular por primera vez con Inglaterra, estuvo los 90 minutos, convirtió sus 2 primeros goles con la selección y derrotaron a los suizos 6 a 1.
En el mes de junio, fue convocado para jugar con la sub-18 dos amistosos contra Rusia, por lo que viajaron a Moscú. En el primer juego fue titular, estuvo los 90 minutos en cancha y ganaron 2 a 0 en el Arena Jimki. La revancha finalizó 2 a 1 a favor del rival, Tammy jugó los 20 minutos finales del encuentro.
Finalizó la temporada 2014-15 en la sub-18 con 5 partidos jugados y 2 goles convertidos.
El 27 de agosto de 2015 fue convocado por Aidy Boothroyd para comenzar el proceso de la sub-19 inglesa, y jugar dos partidos amistosos, en Bergisch Gladbach y Zagreb.
Debutó en la categoría el 4 de septiembre, en el BELKAW-Arena ante el local Alemania, selección que sería anfitriona de la fase final del Campeonato Europeo Sub-19 de 2016, Tammy jugó los 11 minutos finales y ganaron 3 a 2. Luego viajaron hasta la capital de Croacia, para jugar contra la selección local, estuvo los 90 minutos en cancha y empataron 1 a 1.
Convenció al entrenador Boothroyd, y el 30 de septiembre fue convocado para jugar la fase de clasificación al Campeonato Europeo Sub-19 de 2016. Viajaron hasta Skopie, capital de Macedonia, lugar que fue designado como sede para jugar la fase.
Debutó en una competición oficial el 8 de octubre de 2015, jugó los 90 minutos contra Macedonia, brindó 2 asistencias y ganaron 2 a 0. Luego jugaron contra Finlandia, el partido estaba empatado sin goles hasta que Tammy ingresó en el segundo tiempo y 6 minutos después, anotó su primer gol con la categoría, que significó el 1 a 0 final. Ya clasificados a la ronda élite, en el tercer encuentro fue suplente nuevamente, jugó 31 minutos y empataron 0 a 0 con Italia. Utilizó la camiseta número 18 en la fase de grupos.
En noviembre fue citado para jugar dos amistosos, uno en Westland y otro en Mánchester.
El 12 de noviembre se enfrentaron a Países Bajos, Tammy ingresó en el minuto 70 con el marcador 2:0 en contra, de inmediato su compañero Ryan Ledson convirtió un tanto que permitió acortar distancias, en el minuto 88 Abraham también anotó, lo que sentenció el empate 2 a 2.
Recibieron a Japón el 15 de noviembre en el Academy Stadium, Tammy fue titular y tuvo una gran actuación, se despachó con dos goles y una asistencia, ganaron 5 a 1.
Al año siguiente, el 16 de marzo de 2016, fue convocado para jugar la ronda élite de clasificación al Europeo Sub-19, contra otras tres selecciones, por un lugar en la fase final.
El 24 de marzo se enfrentaron a Georgia, Tammy fue titular, anotó un gol y brindó una asistencia, ganaron 2 a 1. Luego su rival fue Grecia, pero esta vez fue suplente, jugó los 30 minutos finales y empataron 1 a 1. El partido definitivo por la clasificación lo jugaron contra España, selección que contaba con jugadores como Borja Mayoral, Carles Aleñá, Jorge Meré y Mikel Oyarzabal, Abraham jugó los 90 minutos, brindó una asistencia y ganaron 2 a 0. España, quien era vigente campeón de la categoría quedó eliminada, y clasificó Inglaterra con 7 puntos.
Aidy Boothroyd citó a Tammy el 16 de mayo de 2016, para jugar dos partidos amistosos contra la selección mexicana, los últimos en la preparación rumbo a la fase final del Campeonato Europeo Sub-19. Viajaron a México para jugar en el Centro de Alto Rendimiento. Disputaron el primer encuentro el 4 de junio, Abraham jugó el segundo tiempo y fueron derrotados 2 a 0. La revancha se concretó dos días después, esta vez Tammy jugó los 90 minutos, pero nuevamente fueron vencidos, por 1 a 0.
El 16 de mayo se anunció la lista definitiva de jugadores para jugar el Europeo, con Tammy entre los convocados. Viajaron a Alemania, para jugar la fase final del máximo torneo de selecciones juveniles sub-19.
Debutó en el campeonato el 12 de julio, fue en el primer partido del grupo, contra Francia, que contaba con jugadores como Jean-Kévin Augustin, Kylian Mbappé, Issa Diop y Lucas Tousart, Tammy ingresó en el minuto 65 por Sheyi Ojo y ganaron 2 a 1. El segundo partido, fue contra Países Bajos, esta vez fue titular y se impusieron 2 a 1. Ya clasificados a la siguiente instancia, el entrenador optó por darle una oportunidad a la mayoría de suplentes, jugaron contra Croacia y ganaron 2 a 1.
En la semifinal se midieron ante Italia, Tammy jugó desde el comienzo, Federico Dimarco anotó el primer gol del partido para los italianos mediante un penal, el mismo jugador venció la portería inglesa con un tiro libre en el minuto 60, con un gol en contra Inglaterra se acercó en el marcador, pero finalmente perdieron 2 a 1 y fueron eliminados.
Abraham disputó el campeonato con la camiseta número 7, y consiguieron la clasificación a la Copa Mundial Sub-20 de 2017, con sede en Corea del Sur.
Luego de jugar el Europeo sub-19, el 25 de agosto fue convocado para comenzar el proceso de la sub-20 inglesa rumbo al mundial. Pero su club decidió no cederlo y darle 11 días de descanso, ya que Tammy llevaba jugados 80 partidos consecutivos, con actividad cada semana, en sus últimos tres años.
Debido al gran nivel que mostró en su club, en la siguiente fecha FIFA, el 29 de septiembre, fue convocado para jugar con la sub-21 inglesa por el entrenador Adrian Boothroyd.
Debutó con la sub-21 el 6 de octubre, fue contra Kazajistán en la Clasificación para la Eurocopa Sub-21 de 2017, jugó los minutos finales y ganaron 1 a 0, por lo que clasificaron a la fase final.
El siguiente partido lo jugaron el 11 de octubre, está vez Tammy fue titular, su rival fue Bosnia y Herzegovina, se despachó con dos goles, finalmente ganaron 5 a 0.
Volvió a ser convocado el 3 de noviembre para las últimas fechas FIFA del año.
El 10 de noviembre de 2021 debutó con la selección absoluta en un amistoso ante Alemania que finalizó en empate a cero.

### Participaciones en categorías inferiores
| Competición                                                               | Sede                | Resultado     | Partidos | Goles |
| ------------------------------------------------------------------------- | ------------------- | ------------- | -------- | ----- |
| Fase de clasificación para el Campeonato de Europa Sub-19 de la UEFA 2016 | Macedonia del Norte | Clasificó     | 3        | 1     |
| Ronda élite para el Campeonato de Europa Sub-19 de la UEFA 2016           | España              | Clasificó     | 3        | 1     |
| Campeonato de Europa Sub-19 de la UEFA 2016                               | Alemania            | Tercer puesto | 3        | 0     |
| Clasificación para la Eurocopa Sub-21 de 2017                             | Europa              | Clasificó     | 2        | 2     |

### Detalles de partidos
| Con Inglaterra sub-18 | Con Inglaterra sub-18 | Con Inglaterra sub-18 | Con Inglaterra sub-18    | Con Inglaterra sub-18        | Con Inglaterra sub-18 | Con Inglaterra sub-18 | Con Inglaterra sub-18 | Con Inglaterra sub-18 | Con Inglaterra sub-18 |
| N.º                   | Rival                 | Resultado             | Fecha                    | Lugar                        | Competencia           | Goles                 | Asistencias           | Ref.                  |                       |
| --------------------- | --------------------- | --------------------- | ------------------------ | ---------------------------- | --------------------- | --------------------- | --------------------- | --------------------- | --------------------- |
| 1                     | Italia                | 2:0 (0:0)             | 24 de septiembre de 2014 | Caorle · Italia              | Amistoso              | -                     | -                     | 1                     |                       |
| 2                     | Suiza                 | 1:0 (0:0)             | 26 de marzo de 2015      | Burton upon Trent Inglaterra | Amistoso              | -                     | -                     | 2                     |                       |
| 3                     | Suiza                 | 6:1 (4:0)             | 28 de marzo de 2015      | Walsall Inglaterra           | Amistoso              | 18', 88'              | -                     | 3                     |                       |
| 4                     | Rusia                 | 0:2 (0:0)             | 8 de junio de 2015       | Moscú · Rusia                | Amistoso              | -                     | -                     | 4                     |                       |
| 5                     | Rusia                 | 2:1 (1:0)             | 10 de junio de 2015      | Moscú · Rusia                | Amistoso              | -                     | -                     | 5                     |                       |

| Con Inglaterra sub-19 | Con Inglaterra sub-19 | Con Inglaterra sub-19 | Con Inglaterra sub-19   | Con Inglaterra sub-19        | Con Inglaterra sub-19                                          | Con Inglaterra sub-19 | Con Inglaterra sub-19                        | Con Inglaterra sub-19 | Con Inglaterra sub-19 |
| N.º                   | Rival                 | Resultado             | Fecha                   | Lugar                        | Competencia                                                    | Goles                 | Asistencias                                  | Ref.                  |                       |
| --------------------- | --------------------- | --------------------- | ----------------------- | ---------------------------- | -------------------------------------------------------------- | --------------------- | -------------------------------------------- | --------------------- | --------------------- |
| 1                     | Alemania              | 2:3 (0:1)             | 4 de septiembre de 2015 | Bergisch Gladbach · Alemania | Amistoso                                                       | -                     | -                                            | 1                     |                       |
| 2                     | Croacia               | 1:1 (1:0)             | 7 de septiembre de 2015 | Zagreb · Croacia             | Amistoso                                                       | -                     | -                                            | 2                     |                       |
| 3                     | Macedonia             | 2:0 (0:0)             | 8 de octubre de 2015    | Skopie Macedonia del Norte   | Fase de clasificación para el Campeonato de Europa Sub-19 2016 | -                     | 67' a A. Armstrong 90+4' a A. Maitland-Niles | 3                     |                       |
| 4                     | Finlandia             | 0:1 (0:0)             | 10 de octubre de 2015   | Skopie Macedonia del Norte   | Fase de clasificación para el Campeonato de Europa Sub-19 2016 | 73'                   | -                                            | 4                     |                       |
| 5                     | Italia                | 0:0                   | 13 de octubre de 2015   | Skopie Macedonia del Norte   | Fase de clasificación para el Campeonato de Europa Sub-19 2016 | -                     | -                                            | 5                     |                       |
| 6                     | Países Bajos          | 2:2 (1:0)             | 12 de noviembre de 2015 | Hoorn · Países Bajos         | Amistoso                                                       | 88'                   | -                                            | 6                     |                       |
| 7                     | Japón                 | 5:1 (3:1)             | 12 de noviembre de 2015 | Mánchester Inglaterra        | Amistoso                                                       | 33', 64'              | 27' a P. Roberts                             | 7                     |                       |
| 8                     | Georgia               | 2:1 (2:0)             | 24 de marzo de 2016     | Cartaya · España             | Ronda élite para el Campeonato de Europa Sub-19 2016           | 8'                    | 10' a J. Onomah                              | 8                     |                       |
| 9                     | Grecia                | 1:1 (0:0)             | 26 de marzo de 2016     | Lepe · España                | Ronda élite para el Campeonato de Europa Sub-19 2016           | -                     | -                                            | 9                     |                       |
| 10                    | España                | 2:0 (1:0)             | 29 de marzo de 2016     | Lepe · España                | Ronda élite para el Campeonato de Europa Sub-19 2016           | -                     | 6' a J. Onomah                               | 10                    |                       |
| 11                    | México                | 2:0 (0:0)             | 4 de junio de 2016      | Ciudad de México · México    | Amistoso                                                       | -                     | -                                            | 11                    |                       |
| 12                    | México                | 1:0 (0:0)             | 6 de junio de 2016      | Ciudad de México · México    | Amistoso                                                       | -                     | -                                            | 12                    |                       |
| 13                    | Francia               | 1:2 (1:2)             | 12 de julio de 2016     | Heidenheim · Alemania        | Campeonato de Europa Sub-19 2016 Fase de grupos                | -                     | -                                            | 13                    |                       |
| 14                    | Países Bajos          | 1:2 (1:2)             | 15 de julio de 2016     | Ulm · Alemania               | Campeonato de Europa Sub-19 2016 Fase de grupos                | -                     | -                                            | 14                    |                       |
| 15                    | Italia                | 1:2 (0:1)             | 21 de julio de 2016     | Mannheim · Alemania          | Campeonato de Europa Sub-19 2016 Semifinal                     | -                     | -                                            | 15                    |                       |

| Con Inglaterra sub-21 | Con Inglaterra sub-21 | Con Inglaterra sub-21 | Con Inglaterra sub-21 | Con Inglaterra sub-21 | Con Inglaterra sub-21                         | Con Inglaterra sub-21 | Con Inglaterra sub-21 | Con Inglaterra sub-21 | Con Inglaterra sub-21 |
| N.º                   | Rival                 | Resultado             | Fecha                 | Lugar                 | Competencia                                   | Goles                 | Asistencias           | Ref.                  |                       |
| --------------------- | --------------------- | --------------------- | --------------------- | --------------------- | --------------------------------------------- | --------------------- | --------------------- | --------------------- | --------------------- |
| 1                     | Kazajistán            | 0:1 (0:1)             | 6 de octubre de 2016  | Colchester Inglaterra | Clasificación para la Eurocopa Sub-21 de 2017 | -                     | -                     | 1                     |                       |
| 2                     | Bosnia y Herzegovina  | 5:0 (2:0)             | 11 de octubre de 2016 | Walsall Inglaterra    | Clasificación para la Eurocopa Sub-21 de 2017 | 16', 68'              | -                     | 2                     |                       |

## Estadísticas

### Clubes
Actualizado al 17 de agosto de 2025.
| Club                          | Div.          | Temporada     | Liga  | Liga  | Copas nacionales | Copas nacionales | Torneos internacionales | Torneos internacionales | Total | Total |
| Club                          | Div.          | Temporada     | Part. | Goles | Part.            | Goles            | Part.                   | Goles                   | Part. | Goles |
| ----------------------------- | ------------- | ------------- | ----- | ----- | ---------------- | ---------------- | ----------------------- | ----------------------- | ----- | ----- |
| Chelsea F. C. Inglaterra      | 1.ª           | 2015-16       | 2     | 0     | 0                | 0                | 0                       | 0                       | 2     | 0     |
| Bristol City F. C. Inglaterra | 2.ª           | 2016-17       | 41    | 23    | 7                | 3                | —                       | —                       | 48    | 26    |
| Bristol City F. C. Inglaterra | Total club    | Total club    | 41    | 23    | 7                | 3                | 0                       | 0                       | 48    | 26    |
| Swansea City A. F. C. Gales   | 1.ª           | 2017-18       | 31    | 5     | 8                | 3                | —                       | —                       | 39    | 8     |
| Swansea City A. F. C. Gales   | Total club    | Total club    | 31    | 5     | 8                | 3                | 0                       | 0                       | 39    | 8     |
| Chelsea F. C. Inglaterra      | 1.ª           | 2018-19       | 0     | 0     | 1                | 0                | —                       | —                       | 1     | 0     |
| Aston Villa F. C. Inglaterra  | 2.ª           | 2018-19       | 40    | 26    | 0                | 0                | —                       | —                       | 40    | 26    |
| Aston Villa F. C. Inglaterra  | Total club    | Total club    | 40    | 26    | 0                | 0                | 0                       | 0                       | 40    | 26    |
| Chelsea F. C. Inglaterra      | 1.ª           | 2019-20       | 34    | 15    | 4                | 0                | 9                       | 3                       | 47    | 18    |
| Chelsea F. C. Inglaterra      | 1.ª           | 2020-21       | 22    | 6     | 5                | 5                | 5                       | 1                       | 32    | 12    |
| Chelsea F. C. Inglaterra      | Total club    | Total club    | 58    | 21    | 10               | 5                | 14                      | 4                       | 82    | 30    |
| A. S. Roma · Italia           | 1.ª           | 2021-22       | 37    | 17    | 2                | 1                | 14                      | 9                       | 53    | 27    |
| A. S. Roma · Italia           | 1.ª           | 2022-23       | 38    | 8     | 2                | 0                | 14                      | 1                       | 54    | 9     |
| A. S. Roma · Italia           | 1.ª           | 2023-24       | 8     | 1     | 0                | 0                | 4                       | 0                       | 12    | 1     |
| A. S. Roma · Italia           | 1.ª           | 2024-25       | 1     | 0     | —                | —                | —                       | —                       | 1     | 0     |
| A. S. Roma · Italia           | Total club    | Total club    | 84    | 26    | 4                | 1                | 32                      | 10                      | 120   | 37    |
| A. C. Milan · Italia          | 1.ª           | 2024-25       | 28    | 3     | 7                | 5                | 9                       | 2                       | 44    | 10    |
| A. C. Milan · Italia          | Total club    | Total club    | 28    | 3     | 7                | 5                | 9                       | 2                       | 44    | 10    |
| Beşiktaş J. K. Turquía        | 1.ª           | 2025-26       | 1     | 1     | 0                | 0                | 4                       | 5                       | 5     | 6     |
| Beşiktaş J. K. Turquía        | Total club    | Total club    | 1     | 1     | 0                | 0                | 4                       | 5                       | 5     | 6     |
| Total carrera                 | Total carrera | Total carrera | 283   | 105   | 36               | 17               | 59                      | 21                      | 378   | 143   |
| 1. 2. 3.                      |               |               |       |       |                  |                  |                         |                         |       |       |

### Selecciones
Actualizado al 18 de enero de 2023.
| Sub-18 Inglaterra                                             | 2014-15       | -  | -  | - | - | 5  | 2 | 5  | 2 |
| Sub-18 Inglaterra                                             | Total sel.    | -  | -  | - | - | 5  | 2 | 5  | 2 |
| Sub-19 Inglaterra                                             | 2015-16       | 9  | 2  | - | - | 6  | 3 | 15 | 5 |
| Sub-19 Inglaterra                                             | Total sel.    | 9  | 2  | - | - | 6  | 3 | 15 | 5 |
| Sub-20 Inglaterra                                             | 2016-17       | -  | -  | - | - | 0  | 0 | 0  | 0 |
| Sub-20 Inglaterra                                             | Total sel.    | -  | -  | - | - | 0  | 0 | 0  | 0 |
| Sub-21 Inglaterra                                             | 2016-17       | 6  | 3  | - | - | 4  | 0 | 10 | 3 |
| Sub-21 Inglaterra                                             | 2017-18       | 3  | 2  | 0 | 0 | 6  | 2 | 9  | 4 |
| Sub-21 Inglaterra                                             | 2018-19       | 6  | 2  | 0 | 0 | 1  | 0 | 7  | 2 |
| Sub-21 Inglaterra                                             | Total sel.    | 15 | 7  | - | - | 11 | 2 | 26 | 9 |
| Absoluta Inglaterra                                           | 2017-18       | 0  | 0  | 0 | 0 | 2  | 0 | 2  | 0 |
| Absoluta Inglaterra                                           | 2019-20       | 2  | 1  | 0 | 0 | 0  | 0 | 2  | 1 |
| Absoluta Inglaterra                                           | 2020-21       | 1  | 0  | 0 | 0 | 1  | 0 | 2  | 0 |
| Absoluta Inglaterra                                           | 2021-22       | 5  | 2  | 0 | 0 | 0  | 0 | 5  | 2 |
| Absoluta Inglaterra                                           | Total sel.    | 8  | 3  | - | - | 3  | 0 | 11 | 3 |
| Total carrera                                                 | Total carrera | 32 | 12 | 0 | 0 | 25 | 7 | 57 | 9 |
| (1)Incluidos los datos del Campeonato de Europa Sub-19 (2016) |               |    |    |   |   |    |   |    |   |

### Resumen estadístico
|                                | Partidos | Goles | Promedio |
| ------------------------------ | -------- | ----- | -------- |
| Liga                           | 253      | 101   | 0.4      |
| Copas nacionales               | 29       | 12    | 0.41     |
| Copas internacionales          | 46       | 14    | 0.33     |
| Selección de Inglaterra sub-18 | 5        | 2     | 0.4      |
| Selección de Inglaterra sub-19 | 15       | 5     | 0.33     |
| Selección de Inglaterra sub-21 | 2        | 2     | 1        |
| Total                          | 350      | 136   | 0.39     |

## Palmarés

### Títulos nacionales
| Título              | Club        | País   | Año  |
| ------------------- | ----------- | ------ | ---- |
| Supercopa de Italia | A. C. Milan | Italia | 2024 |

### Títulos internacionales
| Título                             | Club                  | Sede    | Año  |
| ---------------------------------- | --------------------- | ------- | ---- |
| Liga Juvenil de la UEFA            | Chelsea F. C. Juvenil | Nyon    | 2015 |
| Liga Juvenil de la UEFA            | Chelsea F. C. Juvenil | Nyon    | 2016 |
| Liga de Campeones de la UEFA       | Chelsea F. C.         | Oporto  | 2021 |
| Supercopa de la UEFA               | Chelsea F. C.         | Belfast | 2021 |
| Liga Europa Conferencia de la UEFA | A. S. Roma            | Tirana  | 2022 |

### Distinciones individuales
| Distinción                                                                 | Año  |
| -------------------------------------------------------------------------- | ---- |
| Parte del equipo de la semana en la Football League Championship (fecha 2) | 2016 |